# Buchnera prorepens
Buchnera prorepens là loài thực vật có hoa thuộc họ Cỏ chổi. Loài này được Engl. & Gilg mô tả khoa học đầu tiên năm 1903.